# Neurellipes mahota
Neurellipes mahota is een vlinder uit de familie van de Lycaenidae. De wetenschappelijke naam van de soort is voor het eerst gepubliceerd in 1887 door Henley Grose-Smith.
De soort komt voor in Nigeria, Kameroen en Gabon.